# Dogme marial

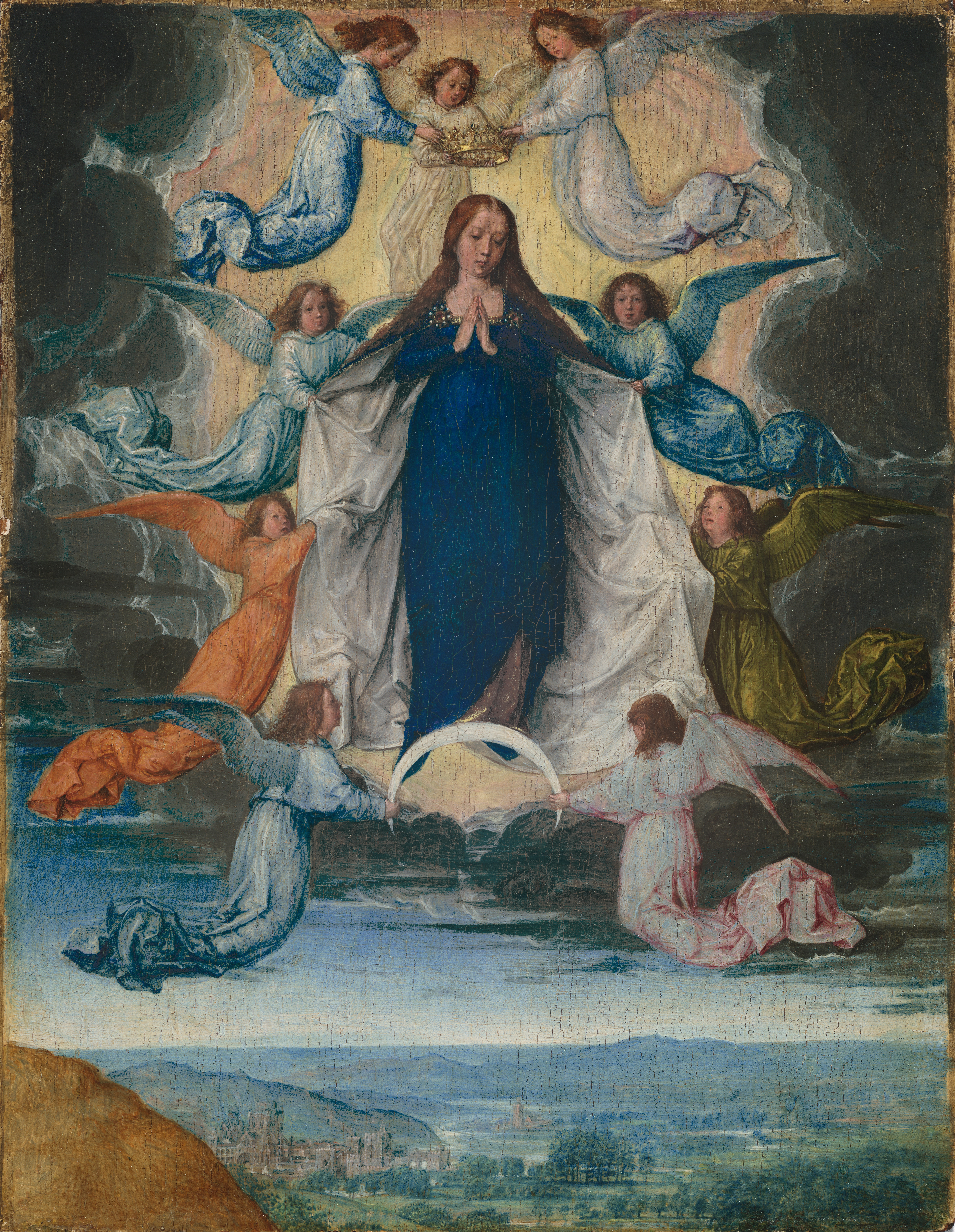
L'Assomption de la Vierge peint par Michel Sittow, vers 1500.

Un dogme marial est un dogme de foi établi par les Églises catholique et orthodoxes concernant la Vierge Marie. Sur les quatre dogmes actuellement définis, deux  sont affirmés par les deux Églises (Marie Théotokos et la virginité perpétuelle de Marie), les deux derniers ne le sont que par l'Église catholique (l'Immaculée conception et l'Assomption).
Ces titres donnés à la Vierge Marie comme des « vérités de foi » par les Églises, ne concernent pas directement et uniquement Marie, la mère de Jésus, mais se rapportent (et sont intimement liés) au Christ, aux vérités de foi théologiques en la personne de Jésus-Christ, vrai homme et vrai Dieu, tel que professé par les chrétiens dans le credo de Nicée.
Bien que les titres de « Marie Médiatrice, Corédemptrice et Avocate » soient régulièrement utilisés dans l’Église et par des papes, ils n'ont jamais été définis de manière dogmatique. Certaines personnes, et parfois des évêques, ont fait des demandes au pape de définir un cinquième dogme marial reprenant l'un ou l'autre de ces titres. À ce jour, malgré de nombreuses pétitions et lettres tant des fidèles que d'évêques et de cardinaux, le Vatican a toujours répondu négativement à ces demandes.

## Définition d'un«dogme»
Un « dogme » est « une définition proposée par l'Église sur une réalité qu'elle définit et qui concerne le Christ ou l'Église ou la Vierge Marie ».
Pour Marie-Jeanne Bérère, les dogmes sont « nés du concours de la méditation et de l'intelligence croyante ». Pour la théologienne, les dogmes « constituent des repères plantés dans le cheminement créateur des idées comme des relais utiles pour la pensée théologique. Ils ne disent pas le tout de la foi et leur langage n'est jamais totalement adéquat à la réalité de la foi qu'ils énoncent. Mais par  les formules dogmatiques, l’Église et la théologie en Église, donc la théologie mariale, se sont donné des jalons pour la recherche ininterrompue de l'intelligence de la foi qui doit trouver son expression à chaque moment de l'Histoire ». Même lorsqu'ils concernent la Vierge Marie, ces dogmes se comprennent toujours en référence au Christ (sa nature divine et humaine),. L’Église catholique de France précise que le but des dogmes, et notamment des le dogmes mariaux, est de découvrir les éléments et la matière pour « contempler la gloire où Dieu nous conduit », et ainsi susciter en nous « la louange de Dieu par la connaissance de l’œuvre de son amour ».
Le développement de la piété mariale populaire a de loin précédé celui de la doctrine ecclésiastique. Celle-ci s'est élaborée lentement, non sans tensions ni controverses, à travers les grands débats relatifs aux dogmes trinitaire et christologique, puis aux temps modernes. Cette élaboration fait apparaître entre l'Orient (orthodoxe) et l'Occident (catholique) des divergences non négligeables. Tandis que les Églises orthodoxes, restent fixées aux grands énoncés dogmatiques antérieurs à la séparation des chrétiens catholiques et orthodoxes, l’Église catholique a, pour sa part, développé de nouveaux dogmes mariaux (depuis deux siècles).

## Les dogmes définis
Les définitions dogmatiques concernant Marie sont au nombre de quatre. Les deux premiers sont reconnus par les Églises catholique et orthodoxe, mais les deux derniers sont propres à l'Église catholique.

### La maternité divine de Marie

Marie mère de Jésus, basilique Saint-Apollinaire-le-Neuf (VIe siècle).

Le dogme de la « maternité divine », a été défini en 431 lors du concile d'Éphèse : Marie est la "Théotokos" (ou « Mère de Dieu »), qui a enfanté Dieu (Jésus, à la fois vrai Dieu et vrai homme). Ce dogme est reconnu par toutes les Églises chrétiennes,,.
Le titre de « Théotokos » donné par les pères conciliaires à Marie fait référence à l'affirmation de foi de « Jésus vrai homme et vrai Dieu » que le chrétien retrouve dans le credo de Nicée. Cette terminologie s'oppose à celle défendue par Nestorius, lors du concile d'Éphèse en 431, de Marie « christotokos », c'est-à-dire « mère du Christ », le Christ n'étant pas « vrai Dieu » (pour Nestorius). Plus précisément, l’Église de l’Orient et notamment le moine et théologien Babaï le Grand (v. 550-628), qui précise la doctrine nestorienne, refusent durant les siècles suivants, le principe de la communicatio idiomatum (la possibilité d'attribuer à chaque nature du Christ ce qui relève de l'autre nature) et donc le terme de  Théotokos, Marie n’étant pour eux que la mère de l'homme Jésus. 
Les pères de l'Église nomment donc Marie : « celle qui accouche de Dieu afin de bien montrer l'importance que tout croyant doit attacher à cet enfantement humain » (cette naissance charnelle). Le Christ lui-même revendique cette naissance comme un « signe irréfutable de sa venue en ce monde », de sa pleine humanité. Le Christ est reconnu Dieu fait homme véritable parce que sa naissance charnelle a été effectivement réalisée, par un accouchement,.
Marie est mère de Dieu parce que son fils est Dieu, mais elle n'est pas « mère de Dieu » dans l'absolu (elle n'est donc pas une déesse). Cette formule d’Éphèse confirme celle des précédents conciles (Constantinople en 381, et Nicée en 325), et exprime le désaveu de l’Église à l'endroit de tous ceux qui niaient ou minimisaient de quelque manière que ce soit la divinité de Jésus, tout en proclamant à nouveau que le Christ était pleinement humain (car né d'une femme : Marie). Ce dogme marial ne fait que redire la foi de l’Église en la double appartenance de Jésus-Christ à Dieu et à l'humanité,.
Quelques siècles plus tard, le dominicain Jean Tauler (1300-1361), étend ce rôle de « Théotokos » à tous les chrétiens. Dans un commentaire il écrit : « Dieu tous les jours et à toute heure naît en vérité spirituellement par la grâce et l'amour dans une bonne âme. Ce n'est pas donc pas réservé à Marie de faire naître Dieu en soi ? Si Marie a porté Dieu d'une manière tout à fait spéciale, nous-même à notre tour, sommes invités à porter le Christ en nous ». Le dominicain rajoute : « les sacrements, et notamment l'eucharistie, nous font porter Dieu en nous, dans notre propre chair. C'est très important que les chrétiens, les croyants, ceux qui aiment le Christ, portent en eux ce fils de Dieu pour l'offrir au monde : ce que Marie a fait, nous sommes invités à le faire ! ».

### La virginité perpétuelle

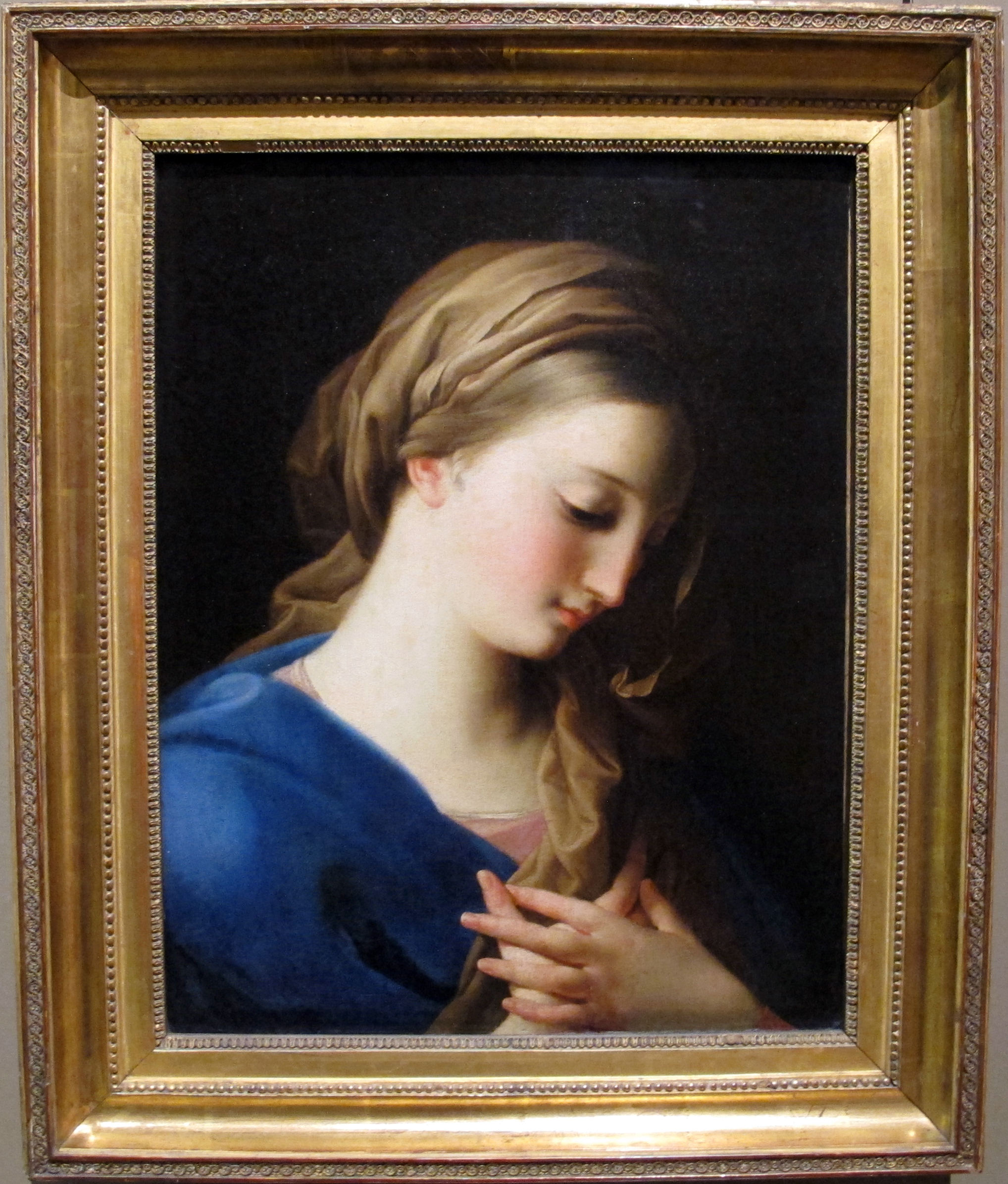
La Vierge de l’Annonciation de Pompeo Batoni (1740).

Le dogme de la virginité perpétuelle, est élaboré lors du deuxième concile de Constantinople en 553, puis défini au synode de Latran en 649, et proclamé par le pape Martin Ier : Marie était vierge avant la naissance de Jésus et elle l'est restée jusqu'à sa mort. Jésus n'a donc eu ni frère ni sœur. Les protestants contestent ce dogme,,.
La théologienne Marie-Jeanne Bérère écrit que « bien que la formule « Vierge Marie » ait été employée dans les professions de foi liturgiques (symbole des apôtres, credo de Nicée), la virginité de Marie n'a jamais fait l'objet d'une proclamation dogmatique en tant que telle. Cependant depuis le synode de Latran en 649, l'image de Marie toujours Vierge s'est imposée comme vérité doctrinale ». Lorsque les pères du concile écrivent : « Le Dieu Verbe engendré de Dieu le Père avant tous les siècles, elle l'a, à la fin des siècles, conçu spécialement et véritablement du Saint-Esprit sans semence humaine, et enfanté sans corruption, sa virginité demeurant non moins inaltérée après enfantement », M-J Bérère en conclut que « la formule dogmatique de ce concile évoque une figure de virginité de Marie non plus seulement dans la conception de Jésus, mais dans l'acte d'enfantement ». Ainsi, comme lors du concile d’Éphèse, les pères de ce concile s'intéressent principalement à « l'enfantement du Fils de Dieu », et donc « à l'authenticité de la foi chrétienne » (Jésus vrai Dieu et vrai homme). La conception sans semence humaine et l'accouchement sans blesser la mère étant une « manifestation de Dieu en Jésus né de Marie ». Pour l'auteur, ce dogme permet de confesser « un seul et même Jésus-Christ, consubstantiel à la nature humaine et à sa mère selon son humanité » et un indicible mystère du Christ, Dieu et homme. Et la théologienne de conclure : « bien que très ordinairement humain, l'enfantement de Jésus transgresse les normes connues puisqu'il n'a pas altéré la virginité de Marie. Il s'agit toujours pour l’Église, non de dévoiler le mystère, mais de confesser ce qu'elle croit du Christ aussi vraiment homme que vraiment Dieu ».
Le pape Paul IV, évoque en 1555 dans la « Constitution Cum quorundam » les théologies sur le dogme du péché originel, et pour cela, il emploie pour la première fois la formulation (devenue traditionnelle) de « Marie est demeurée dans l'intégrité virginale, avant, pendant et après l'enfantement ».
La notion de « virginité de la Vierge » est aussi l'objet d'interprétations et de commentaires théologiques. Pour le dominicain Jean-Pierre Brice Olivier, la « virginité de Marie » est une attitude du cœur, « dépassant » la « réalité physique ». La virginité physique de la Vierge pouvant être (selon lui) « le signe de cette autre virginité » qu'il exprimerait par « l'idée d'un cœur sans partage ». Pour la théologienne Marie-Jeanne Bérère, la « virginité » (initiale et sur toute sa vie de Marie), pourrait faire référence à la promesse de fécondité qu'a une jeune femme au début de sa vie. Cette virginité perpétuelle évoquant « la mémoire de la surabondance de vie promise par le Christ ». Marie toujours Vierge suggèrerait l'espérance de la fécondité et de l'épanouissement de la vie, comme une continuelle jeunesse, ne perdant jamais sa faculté d'enfanter. Cette image donnerait à saisir, pour l'auteur,  le sens profond de la fécondité surabondante de la vie chrétienne animée par la foi.

### Immaculée Conception

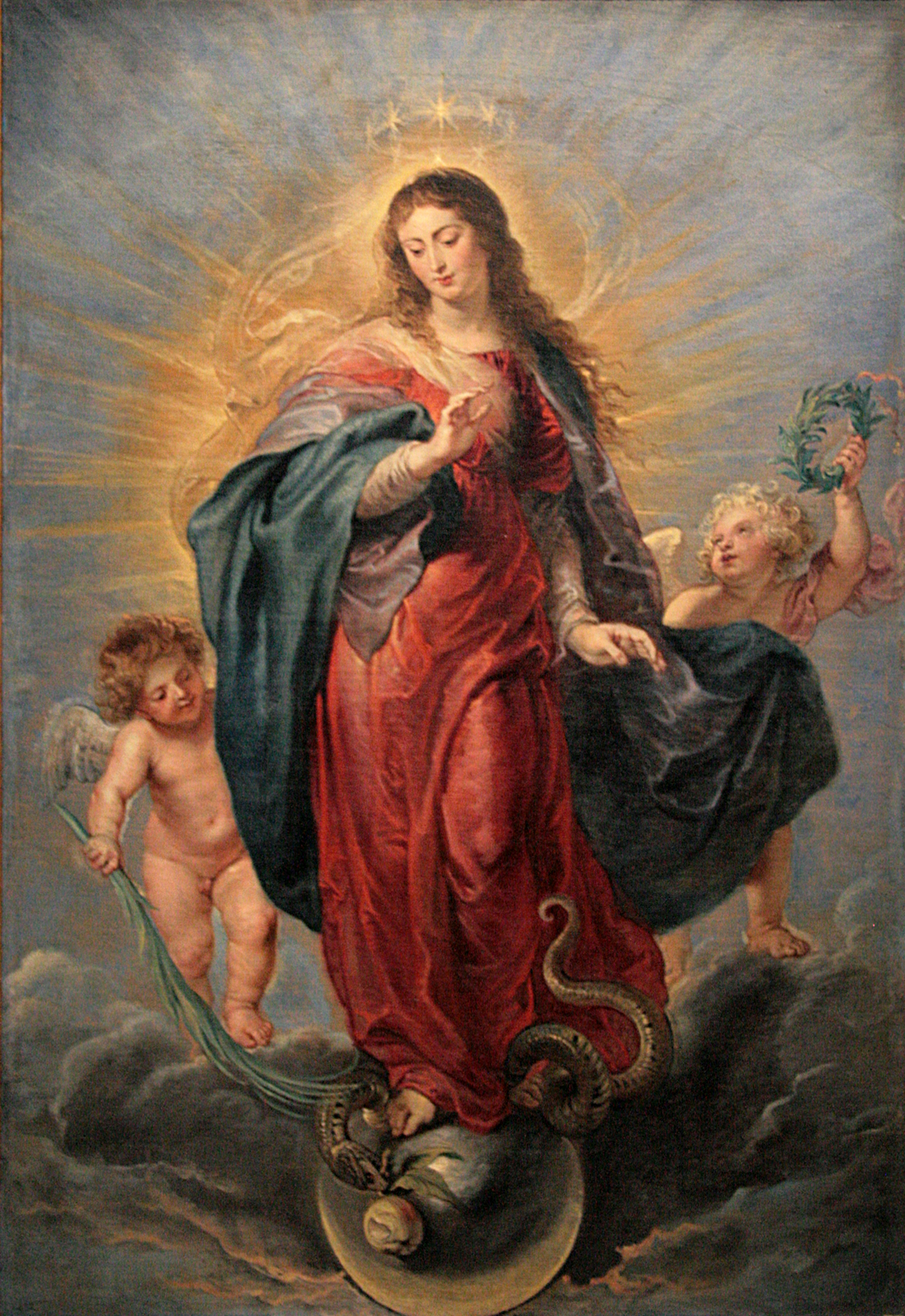
L'Immaculée Conception par Pierre Paul Rubens au musée du Prado.

Si dès les premiers siècles du christianisme, certains pères de l’Église évoquent dans leurs écrits une « virginité immaculée » pour Marie (comme Grégoire de Nysse, Amphiloque d'Iconium, ou Ambroise de Milan), la question est encore débattue et rejeté au Moyen Âge par un certain nombre de docteurs de l’Église (comme Bernard de Clairvaux ou Thomas d'Aquin)  et la plupart des grands scolastiques.
La position doctrinale sur « l'Immaculée Conception » bascule lors du concile de Trente (XVIe siècle). Le pape Pie V, dans la bulle Ex omnibus afflictionibus, condamne les propositions contraires à la doctrine de l'Immaculée Conception. Puis il confirme les constitutions favorables au culte de l'Immaculée Conception dans la bulle Super speculam Domini. Les représentations artistiques se multiplient au XVIIe siècle, notamment en Espagne. La Vierge y apparaît sur un croissant de lune, drapée dans un manteau flottant dans le ciel, entourée d'une multitude d'angelots. Parfois elle foule aux pieds un serpent qui symbolise le démon.
En 1830, à la suite des apparitions mariales de la rue du Bac la médaille miraculeuse, frappée avec l'invocation « Ô Marie, conçue sans péché, priez pour nous qui avons recours à vous », est distribuée à grande échelle en France et dans le monde. Cette diffusion popularise la foi en la « conception immaculée de Marie ».
En 1849, le page Pie IX, écrit à tous les évêques catholiques « une lettre encyclique pour leur demander d'adresser à Dieu des prières, et de faire ensuite savoir par écrit quelles étaient la piété et la dévotion de leurs fidèles envers la Conception Immaculée de la Mère de Dieu, et surtout ce qu'ils pensaient eux-mêmes de la définition à porter ; quel était sur ce point leur désir ». Cette vaste consultation a pour but de permettre au pape de prendre lui-même position. Le pape missionne en même temps une commission théologique pour étudier la compatibilité avec les écritures, et les commentaires théologiques passés, avec la proclamation d'un tel dogme. Après un retour favorable des évêques (et des fidèles), ainsi que de la commission théologique, le pape Pie IX prononce le dogme de l'Immaculée Conception : « la bienheureuse Vierge Marie fut dès le premier instant de sa Conception, par une grâce et un privilège spécial de Dieu tout-puissant, en vue des mérites de Jésus-Christ, Sauveur du genre humain, préservée et exempte de toute souillure de la faute originelle »,.
Bernard Sesboüé explique que « l'Immaculée Conception de Marie » signifie que « Marie a été rachetée du péché originel au même titre que tout être humain, mais d'une manière différente, par préservation et non par purification ». Le jésuite explique que par ce dogme, l’Église catholique exprime, « par cette anticipation en Marie », la vocation de tout être humain à la sainteté parfaite.
Quatre ans plus tard, lors des apparitions mariales de Lourdes, la voyante Bernadette Soubirous affirme que « la dame » qui lui est apparue s'est elle-même présentée en disant « Je suis l'Immaculée Conception ». Jean-Paul II a indiqué dans une homélie en 1979 que cette déclaration vient confirmer le dogme de l'Immaculée Conception puisque « à Lourdes, [Marie] s’appela du nom que Dieu lui a donné de toute éternité; oui, de toute éternité, il la choisit avec ce nom et il la destina à être la Mère de son Fils, le Verbe éternel ».
Depuis 1854, la solennité de l'Immaculée conception est célébrée le 8 décembre dans l'Église catholique .

### L'Assomption

L'Assomption de la Vierge par Nicolas Poussin, vers 1630-1632, huile sur toile, 134,4 x 98,1 cm. National Gallery of Art, Washington D.C, États-Unis.

S'il n'existe aucun texte biblique canonique évoquant la fin de la vie de la Vierge, une tradition chrétienne rapporte qu'elle aurait vécu quelque temps avec saint Jean à Éphèse. Mais ce serait sans doute à Jérusalem qu'elle aurait terminé son séjour terrestre. Des récits apocryphes du Ve siècle, rapportent que les apôtres « furent mystérieusement avertis de se retrouver à Jérusalem, et qu'ainsi ils purent entourer la Mère de Dieu lors de ses derniers jours et de sa Dormition ». Toujours d'après ces écrits, « trois jours après sa mort, les anges enlevèrent le corps ressuscité de Marie vers le ciel ». Cet événement marial fait ainsi référence et écho à la fois à la mort, à la résurrection et à l'Ascension du Christ. 
Au VIe siècle, l'empereur byzantin étend à l'ensemble de l'Église byzantine une fête mariale le 15 août et lui donne le nom de Dormition de la Mère de Dieu. Cette fête se répand ensuite dans l'Église d'occident. Si en Occident cette fête prend le nom « d'Assomption », les deux dénominations ne font que mettre l'accent chacune sur un aspect différent du même mystère,,.
La fête de l'Assomption est déjà célébrée en France depuis plusieurs siècles lorsque le roi Louis XIII en 1638 prononce un vœu consacrant sa personne, la famille royale et le royaume de France à la Vierge Marie, qu'il déclare « protectrice spéciale du royaume ». Le roi demande qu'à cette occasion, tous les évêques et le clergé célèbrent, avec grande solennité la fête de l'Assomption du 15 août. Cette célébration devant être répétée chaque année. En 1922, le pape Pie XI déclare (et confirme) que la « Vierge de l'Assomption » est patronne de la France.
Le dogme de l'Assomption, est défini le 1er novembre 1950 par le pape Pie XII : dans sa constitution apostolique Munificentissimus Deus, le pape écrit : « C’est pourquoi, après avoir adressé à Dieu d'incessantes et suppliantes prières, et invoqué les lumières de l'Esprit de vérité, pour la gloire du Dieu Tout-Puissant, [..], par l'autorité de Notre-Seigneur Jésus-Christ, des bienheureux apôtres Pierre et Paul, et par la Nôtre, Nous proclamons, déclarons et définissons que c'est un dogme divinement révélé que Marie, l'Immaculée Mère de Dieu toujours Vierge, à la fin du cours de sa vie terrestre, a été élevée en âme et en corps à la gloire céleste. »,,. 
Pour Bernard Sesboüé, ce dogme évoque « la vocation de toute l’Église à la gloire, dont Marie est le type anticipateur ».
En 1964, le concile Vatican II rappelle ce dogme dans sa constitution apostolique Lumen Gentium que la Vierge« ayant accompli le cours de sa vie terrestre, fut élevée corps et âme à la gloire du ciel ».

## Demandes de nouveaux dogmes

### AuXXesiècle
Depuis la fin du XIXe siècle, plusieurs personnes ou mouvements se sont tournés vers le Vatican pour lui demander un nouveau dogme marial. Ces demandes récurrentes n'ont  jamais obtenu l'accord de l’Église catholique.
Si le concile Vatican II attribue à Marie un certain nombre de qualificatifs : « La bienheureuse Vierge est invoquée dans l'Église sous les titres d'avocate, d'auxiliatrice, de secourable, de médiatrice, tout cela cependant entendu de telle sorte que nulle dérogation, nulle addition n'en résulte quant à la dignité et à l'efficacité de l'unique Médiateur, le Christ », ces « titres » attribués à la Vierge, ne font pas l'objet d'une définition dogmatique dans l’Église catholique (ni une autre).
Avant les années 2000, 40 cardinaux, 430 évêques et quatre millions de fidèles, ont lancé des pétitions et lettres aux papes pour demander la formulation d'un cinquième dogme marial (que ce soit ceux de « Médiatrice, de Corédemptrice ou d'Avocate ». Le Vatican les a repoussés.
Enfin, plusieurs personnes au Vatican soulignent que la proclamation (unilatérale par l’Église catholique) de nouveaux dogmes mariaux rendrait plus difficile, voir gênerait, les relations œcuméniques entre Églises chrétiennes. Ce point est également mis en avant par des théologiens non catholiques.

### Marie Corédemptrice
Avant le concile Vatican II des demandes de définition d'un nouveau dogme de « Marie coredemptrice » se faisaient déjà jour. Durant le concile, les pères conciliaires ont évoqué l'hypothèse de définition de ce nouveau dogme. Ils ont souligné l’ambiguïté du terme de « corédemptrice » et ne l'ont pas intégré dans la constitution Lumen gentium qui consacre pourtant un chapitre à la Vierge Marie.
Déjà présente au XXe siècle, la demande de formulation de ce dogme se poursuit au début du XXIe siècle. En 2005, un congrès marial, tenu à Fátima, sur le thème de la « coopération de la Vierge Marie à l’œuvre de Rédemption de l’homme » se conclut par l'envoi d'une lettre au pape pour demander la promulgation du nouveau dogme. En 2008, ce sont cinq cardinaux qui lancent une pétition et la transmettent au pape Benoît XVI. Toutes ces demandes sont rejetées. En 2019, c'est le pape François, qui (à son tour), coupe court à ces demandes récurrentes,.

### Marie Médiatrice
Le dogme de « Marie Médiatrice » ou de « Marie Médiatrice de toutes grâces » fait lui aussi l'objet de demandes répétées d'évêques et de fidèles. En 2008, le cardinal Telesphore Toppo demande au pape Benoît XVI la proclamation d'un nouveau « dogme marial » : Marie « médiatrice de toutes grâces », et corédemptrice de l'humanité, avec Jésus comme seul et unique médiateur.
En 2010, l'évêque de Lipa propose au Vatican que l’Église définisse « Marie Médiatrice » comme cinquième dogme marial. La Congrégation pour la doctrine de la foi rejette sa demande.
Le refus du Vatican de proclamer le dogme n'empêche pas les derniers papes d'utiliser périodiquement la terminologie de « Marie Médiatrice » dans leurs allocutions (que ce soit Jean-Paul II,, Benoît XVI, ou François,) ou dans la lettre encyclique Redemptoris Mater.